# Placidus Braun

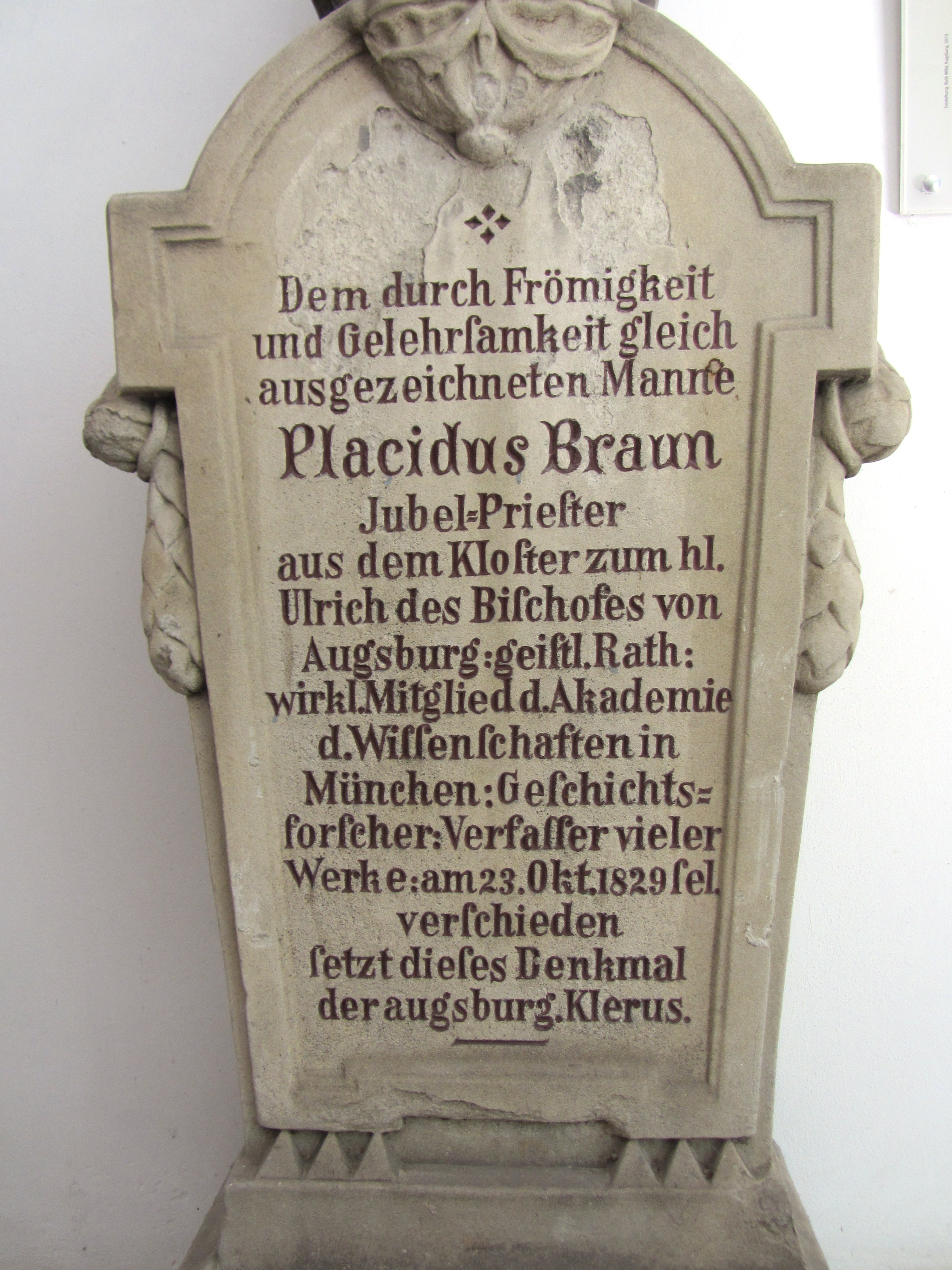
Denkmal für Placidus Braun (1756–1829) im Vorraum der Friedhofskirche St. Michael auf dem Katholischen Friedhof an der Hermanstraße in Augsburg

Placidus Braun (* 11. Februar 1756 in Peiting; † 23. Oktober 1829 in Augsburg) war ein deutscher Benediktinerpater und Kirchenhistoriker.

## Leben
Braun war der Sohn eines Bäckers. Er besuchte in Füssen die Klosterschule St. Mang, die sein Interesse an Musik weckte. Als Zwölfjähriger entschied er sich, als Chorknabe in die Benediktinerabtei St. Ulrich und Afra nach Augsburg zu wechseln. Hier setzte er seine Schulbildung am Jesuitengymnasium St. Salvator sechs Jahre lang fort. Im Jahr 1775 wurde er in das Kloster der Benediktiner aufgenommen. Seine Priesterweihe ist aus dem Jahr 1779 überliefert. Die Benediktiner des Reichsstifts beauftragten ihn mit der Pflege ihrer Bibliothek (ab 1785 als verantwortlichen Bibliothekar) und des Archivs.
Im Jahr 1796 wurde ihm als Großcellerar die Sorge um die Finanzen des Klosters anvertraut. Er musste sich hierbei auch um während der Napoleonischen Kriege einquartierte französische Truppenteile kümmern. Placidus Braun sträubte sich nachhaltig gegen die Säkularisation des Klosters. 1803 wurde er nach der Räumung des Klosters für weltliche Zwecke Bibliothekar und Archivar im Bischöflichen Ordinariat in Augsburg. Er brachte hier Bücher aus dem Kloster St. Ulrich und Afra sowie aus dem Kloster St. Mang in Füssen ein, welche ihm der dort letzte Abt Aemilian Hafner übergeben hatte. Braun kam mit weiteren Mönchen in der Nähe des Klosters unter.
Das Motiv, die Bischöfe und die Rechte der Kirche vor Schaden zu bewahren, ließ ihn Historiker werden. Am 3. August 1808 berief ihn die Bayerische Akademie der Wissenschaften als Mitglied, was er angestrebt hatte. Er hatte nunmehr wieder Zugang zu den vom Königreich eingezogenen historischen Urkunden des Reichsstifts.
Bis zu seinem Tod soll Braun täglich die Frühmesse in der Basilika St. Ulrich und Afra besucht haben.

## Werke
Auf Braun geht ein gedrucktes Verzeichnis aller Inkunabeln der Reichsabtei zurück. Es zählte zu den ersten Werken seiner Art. Ein sechs Bände umfassendes gedrucktes Inventar aller Handschriften folgte. Schilderungen des Lebens der männlichen Bistumspatrone Ulrich von Augsburg und Simpert waren seine nächsten Werke. Aus dem Jahr 1804 stammt das Buch mit dem sperrigen Titel „Geschichte von der Bekehrung, Leiden und Erfindung der hl. Märtyrinn Afra, dann von der Heiligkeit, Verherrlichung und den Schicksalen ihrer Grabstätte“. Braun verfasste ferner eine Geschichte der Augsburger Kollegiatstifte St. Moritz, St. Georg und St. Gertrud.
Nach der Aufhebung des Klosters entstanden
- von 1813 bis 1815 die vierbändige „Geschichte der Bischöfe von Augsburg“
- 1817 die „Geschichte der Kirche und des Stiftes der Heiligen Ulrich und Afra in Augsburg“
- 1822 die „Geschichte des Collegiums der Jesuiten in Augsburg“
- 1823 die zweibändige „Historisch-topographische Beschreibung der Diöcese Augsburg“
- 1825 eine „Lebensgeschichte aller Heiligen und Seligen der Stadt und der Diöcese Augsburg“[3]

und in der Reihe „Monumenta Boica“ edierte er die
- Urkunden des Hochstiftes Augsburg (5 Bände) und
- Urkunden des Reichsstifts St. Ulrich und Afra (2 Bände).

Als letztes Werk erschien von ihm 1829 „Die Domkirche in Augsburg und der hohe und niedere Clerus derselben“.